# Poison or Whiskey
Poison or Whiskey è un cortometraggio muto del 1905 diretto da Lewin Fitzhamon. È possibile che sia lo stesso film di The Lover's Ruse, prodotto da Hepworth l'anno precedente.

## Trama
Un uomo conquista una ragazza fingendo di avvelenarsi per lei. Mentre le sta camminando nel parco, lui le si affianca e comincia a corteggiarla, gettandosi ai suoi piedi, ma lei lo respinge. Lui, allora, prende una fiaschetta dalla tasca e ne ingurgita il contenuto, collassando per terra. La ragazza, spaventata, comincia ad abbracciarlo.

## Produzione
Il film fu prodotto dalla Hepworth.

## Distribuzione
Distribuito dalla Hepworth, il film - un cortometraggio della lunghezza di 56,7 metri - uscì nelle sale cinematografiche britanniche nel marzo 1905. La copia ancora esistente è incompleta.